# Олександр (коктейль)

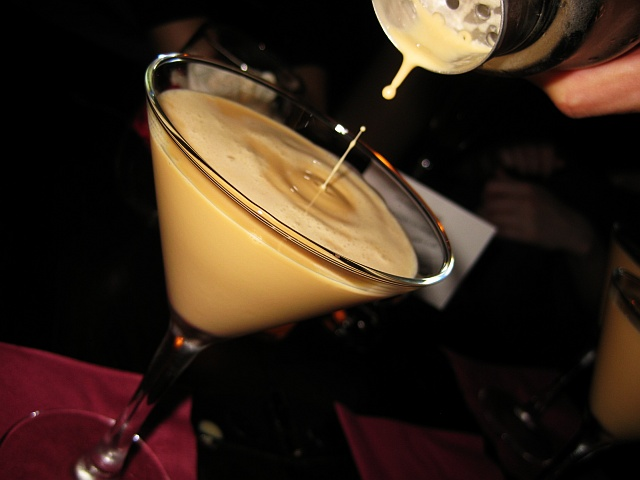

Олександр (перший коктейль з вершками серед сімейства напоїв «Олександр») змішувався на основі джина, лікеру Créme de Cacao білого та 20 % вершків в рівних кількостях.
Бренді Олександр (англ. Brandy Alexander, або Олександр № 2) — коктейль з вершками на основі коньяку і шоколадного лікеру. Належить до офіційних напоїв Міжнародної асоціації барменів (IBA), категорія «Незабутні» (англ. The Unforgettables).

## Спосіб приготування
Склад коктейлю «Бренді Олександр»:
- Бренді 1/3;
- Шоколадний лікер 1/3;
- Вершки 1/3.

Готують в шейкері. Подають без льоду в чарці сауер або шампанському блюдці.

## Історія
Довгий час вважалося, що своєю появою коктейль, як і багато інших алкогольних напоїв з вмістом вершків і солодкого лікеру, зобов'язаний американському «Сухому закону», що діяв в США на початку XX століття. Саме «солодкі» складові коктейлю допомагали маскувати алкоголь і таким чином обходити заборону на його продаж.
Вважалося що автором напою є бармен, який працював у двадцяті роки у знаменитому американському підпільному барі «Speak Easy», в якому відвідувачами були члени вищого американського суспільства.
За однією з неофіційних версій, коктейль був названий за іменем відомого літературного критика тих років Олександра Вуттока, який любив заходити в бар саме заради цього коктейлю. А вже в 1922 році рецептура «Олександра» увійшла в книгу Гаррі МакКелхона «ABC Cocktails».

### Перші згадки в 1915 році
Насправді коктейль вперше згадується у книжці Recipes for Mixed Drinks, автора Hugo Ensslin, 1915. Тобто у 1915 році він вже існував.